# Jean Chanut
Jean Chanut, geboren als Maurice Chanut (* 1909 in Colombes; † 17. August 1980 bei Gisenyi in Ruanda) war ein französischer römisch-katholischer Geistlicher, Trappist und Abt.

## Leben
Maurice Chanut wuchs in Versailles auf, trat 1926 in das Kloster Cîteaux ein und nahm den Ordensnamen Jean an. Er legte 1931 die Feierliche Profess ab und wurde 1934 zum Priester geweiht. Von 1939 bis 1943 war er bettlägerig krank, dann wurde er auf wundersame Weise geheilt. Ab 1944 war er Prior, von 1952 bis 1964 (als Titularabt von Royaumont) Auxiliarabt in Cîteaux, da bis dahin der Generalabt der Trappisten offiziell Abt von Cîteaux war. Im Jahr 1964 wurde Chanut schließlich offiziell Abt von Cîteaux und blieb bis 1969 in diesem Amt. Ab 1964 galt der Generalabt nur mehr als Titularerzabt (ex officio) in Cîteaux. 
Abt Jean Chanut legte 1969 sein Amt wegen neuerlicher Erkrankung ab und war von 1970 bis 1980 Hausgeistlicher in der Trappistinnenabtei Clarté-Dieu in Ruanda. Er starb in der Nähe des Trappistenklosters Mokoto.